# 沈壽官

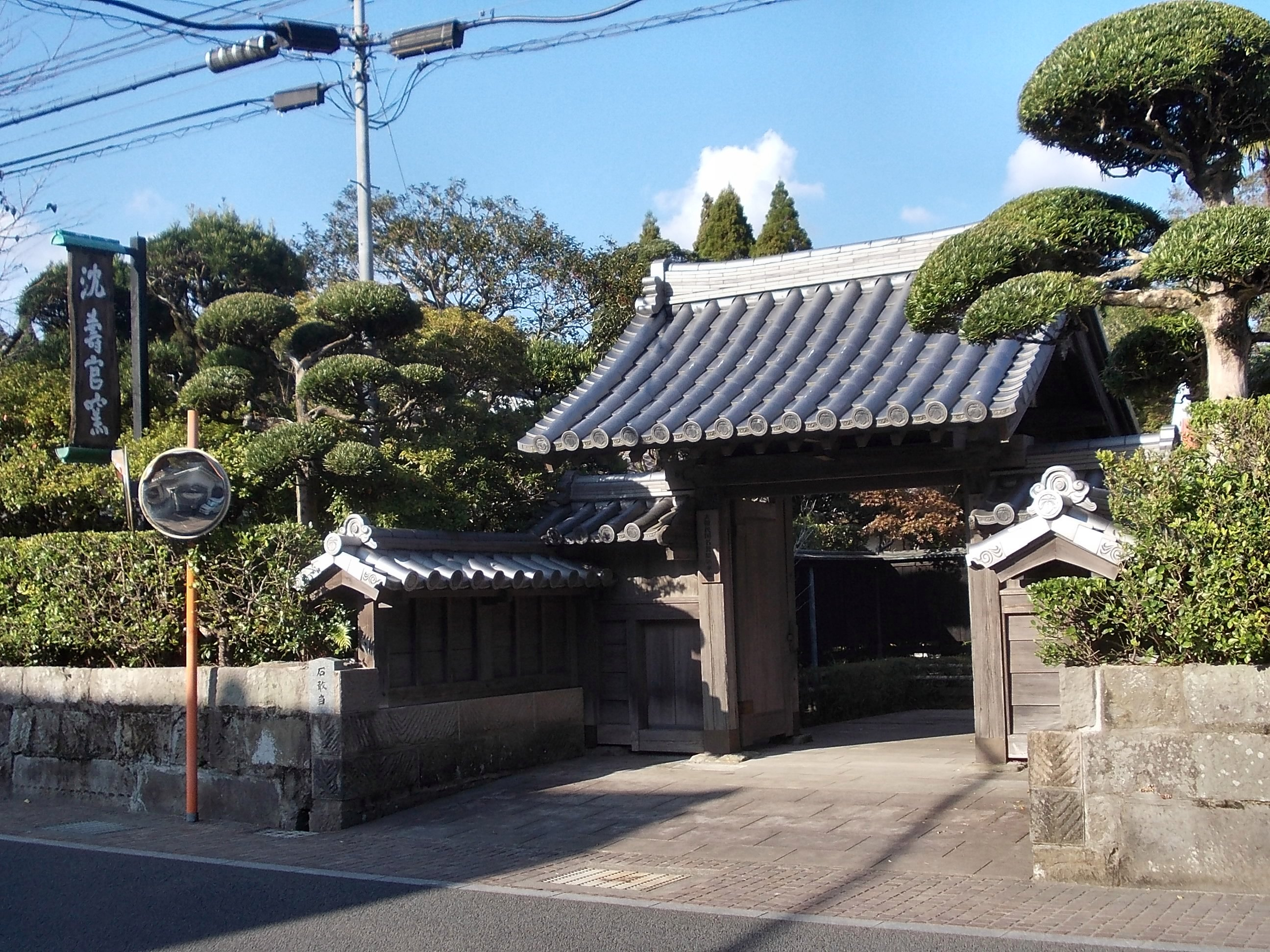
沈壽官窯（鹿児島県日置市東市来町美山）

沈壽官（ちん じゅかん / シム スグァン（심수관））は、薩摩焼の陶芸家の名跡。現在第15代目。鹿児島県日置市東市来町美山（旧・苗代川）に窯元を置く。
この項目では当主が「沈壽官」を名乗る以前の、薩摩在住の陶工の子孫としての沈家（ちんけ）の歴史についても述べる。

## 概要
薩摩焼の苗代川系（苗代川焼）に属し、初代・沈当吉の末裔である沈家の明治以降（第12代以降）の当主によって襲名されている。

## 沿革

### 江戸時代の「沈家」
沈壽官家の始祖である初代・沈当吉は、慶尚北道青松郡に本貫を置く青松沈氏の家系で、慶長の役の際、慶長3年（1598年）、島津義弘によって朝鮮国から連行された「被虜人」の一人である。彼の子孫は、他の被虜朝鮮人の子孫と同様に朝鮮風の氏名を代々受け継ぎ、苗代川に居住することを薩摩藩から命じられた。第2代・沈当壽および第3代・陶一は陶工として優れた技能を持ち、藩の陶器所を主宰し、第6代・当官以降、当主はしばしは郷役役人を兼ねた。

### 明治以降の「沈壽官家」
第12代当主の沈壽官（1835年（天保6年） - 1906年（明治39年））は、幕末維新期の激動期を生き、廃藩後、藩の保護を失った薩摩焼の窯が次々と廃業を余儀なくされるなか、民間経営への移行に成功するなど薩摩焼生産の近代化に尽力し、また明治6年（1873年）のウィーン万博以降、数々の万国博覧会や内国勧業博覧会などに出品を重ねて高い評価を受け、海外販路の拡大に大きく貢献した。
第13代沈壽官（1889年（明治22年） - 1964年（昭和39年））は、12代沈壽官の長男で本名は正彦（まさひこ）。1906年の12代の死去に伴い沈家当主とともに「沈壽官」の名を継ぎ、これ以降沈家当主は、現在に至るまで代々「沈壽官」の名を襲名している。彼は鹿児島県における陶磁器産業の振興に努め、戦時期・戦後期を通じた地域経済の復興にも関与する一方で、1920年代以降は文化政治下の植民地朝鮮の陶芸界とも交流を持った。
第14代沈壽官（1926年（大正15年） - 2019年（令和元年）6月16日）は13代の長男で本名は大迫恵吉（おおさこ けいきち）。早稲田大学卒業。1964年、13代の死去に伴い沈家当主と沈壽官の名を継いだ。司馬遼太郎と親交があり、司馬の小説『故郷忘じがたく候』（1969年刊）の主人公のモデルとなった。1989年に国内初の大韓民国名誉総領事に就任するなど、日韓の文化交流に努めたことでも知られている。2000年、母校早稲田大学より芸術功労賞を受賞。2010年、旭日小綬章を受章。
第15代沈壽官は14代の長男で本名は一輝。1983年に早稲田大学を卒業、1988年にイタリア国立美術陶芸学校を修了。1999年、14代在世中に15代沈壽官を襲名、現在に至る。

## 参考・関連文献
- 司馬遼太郎 『故郷忘じがたく候』 文春文庫、2004年 ISBN 9784167663148
- 久留島浩・須田努・趙景達（編） 『薩摩・朝鮮陶工村の四百年』 岩波書店、2014年 ISBN 9784000230568
  - 所収の論考・宮本正明 「第一三代沈壽官と植民地朝鮮」 など。

## 展示館

### 日本
- 沈壽官窯(鹿児島県日置市北緯31度38分37秒 東経130度21分37秒 / 北緯31.643521度 東経130.360254度)

### 韓国
- 沈壽官陶芸展示館(全羅北道南原市北緯35度24分06秒 東経127度23分08秒 / 北緯35.401665度 東経127.385653度)
- 青松沈壽官陶芸展示館(慶尚北道青松郡北緯36度22分40秒 東経129度06分29秒 / 北緯36.377913度 東経129.107983度)